# Dover, Minnesota
Dover är en ort i Olmsted County i delstaten Minnesota, USA.